# 289 Nenetta
289 Nenetta eller 1949 HF1 är en asteroid i huvudbältet, som upptäcktes den 10 mars 1890 av den franske astronomen Auguste Charlois. Den namngavs senare Nenetta, efter franska nénette, som är slang för en frivol kvinna.
Spektrum för asteroiden avslöjar närvaron av det grönfärgade mineralet olivin som är ett ovanligt mineral i asteroidbältet.
Nenettas senaste periheliepassage skedde den 24 januari 2020.[Uppdatering behövs] Dess rotationstid har beräknats till 6,90 timmar.